# Jezuïetenkwartier en Estancias van Córdoba
Jezuïetenkwartier en Estancias van Córdoba is het Jezuïetenkwartier in Córdoba, Argentinië. Het was het hart van de voormalige Jezuïeten provincie van Paraguay en bevat belangrijke gebouwen zoals de universiteit, de kerk en residentie van de Society of Jesus, en het college. Samen met de vijf estancias (boerenbedrijven) laten ze de unieke overblijfselen zien van het religieuze, sociale en economische experiment dat gedurende 150 jaar in de 17e en 18e eeuw plaatsvond.